# Tobias Krull
Tobias Krull (Magdeburgo, 1 de maio de 1977) é um político alemão, membro do parlamento do estado da Saxônia-Anhalt desde 2016.

## Biografia
Membro do partido União Democrata-Cristã (CDC) desde a adolescência, foi eleito deputado do parlamento estadual da Saxônia-Anhalt nas eleições estaduais de março de 2016. Em 2021, concorreu à reeleição como deputado regional, em um pleito marcado pela disputa entre seu partido e a Alternativa para a Alemanha (AfD).
Desde abril de 2016, é presidente do comitê de trabalho e assuntos sociais do grupo parlamentar CDU no parlamento estadual, bem como porta-voz da política social. É também membro do comitê para o interior e o esporte.